# بوگاراچ
بوگاراچ (به فرانسوی: Bugarach) یک کمون در فرانسه است که در canton of Couiza واقع شده‌است. بوگاراچ ۲۶٫۶۲ کیلومتر مربع مساحت دارد ۴۲۷ متر بالاتر از سطح دریا واقع شده‌است.